# Бондаренко, Владимир Илларионович
Влади́мир Илларио́нович Бондаре́нко (15 июля 1914 года, Порт-Петровск — 6 ноября 1943 года, район села Березичи, Волынская область) — активный участник партизанского движения на Украине во время Великой Отечественной войны, Герой Советского Союза.

## Биография
Владимир Бондаренко родился 15 июля 1914 года в городе Порт-Петровск (ныне Махачкала, Дагестан) в семье рабочего. С 8 лет, после смерти родителей, Бондаренко проживал со старшим братом в городе Орехово-Зуево Московской области. Окончил 7 классов, школу фабрично-заводского ученичества (ФЗУ). Работал на арматурном заводе, принимал активное участие в общественной работе, был избран комсоргом цеха.
В 1939-м году Бондаренко был призван в ряды Красной Армии и направлен в Белорусский военный округ.
С начала Великой Отечественной войны находился на фронте. В августе 1941 года в бою под городом Гомель был тяжело ранен, остался на оккупированной территории, скрываясь у местных жителей. Тяжёлая рана вызвала длительную болезнь, но Владимир Бондаренко не поддался ей и, с помощью местного населения, создал партизанскую группу, активно действовавшую в Гомельских лесах, совершая вооружённые нападения на немецкие обозы и комендатуры.
2 марта 1942 года группа Бондаренко вошла в состав Черниговского партизанского соединения под командованием А. Ф. Фёдорова. Участвуя в рейде партизан по маршруту Брянск—Гомель, Владимир Бондаренко лично подорвал 5 воинских эшелонов врага, но из-за прогрессирующей болезни в феврале 1943 года был эвакуирован в Москву, в партизанский госпиталь. Впрочем, вопреки наставлениям врачей, Бондаренко вернулся обратно в свой отряд, где был зачислен в группу минёров. Вместе с товарищами осуществил десятки диверсий на Ковельском железнодорожном узле, на железнодорожном участке Ковель—Брест: за 26 дней в июле-августе 1943 года под откос было пущено 11 воинских эшелонов врага, взорвано 80 платформ с автомашинами, танками, пушками, уничтожено 250 вражеских солдат и офицеров.
6 ноября 1943-го года группа подрывников соединения черниговских партизан, возвращаясь на базу после выполнения боевого задания, попала в засаду возле села Березичи Волынской области. Входивший в состав группы В. И. Бондаренко погиб в бою, прикрывая отход товарищей.
За боевые подвиги награждён орденом Ленина, боевыми медалями. Указом Президиума Верховного Совета СССР от 2 мая 1945 года Бондаренко Владимиру Илларионовичу было посмертно присвоено звание Героя Советского Союза.
Похоронен в селе Березичи Волынской области Украины.

## Память
В городе Орехово-Зуево именем В. И. Бондаренко названы улица и проезд, а на улице Стаханова, где до войны находился дом героя, был установлен памятный знак, который в 2008 году заменён мемориальной доской на стене дома № 4 по улице Бондаренко (на фото).
В 1986 году имя Героя Советского Союза В. И. Бондаренко присвоено старейшему в стране Орехово-Зуевскому профессионально-техническому училищу № 1.